# Sierra de Guara
La Sierra de Guara es una cadena montañosa en las primeras estribaciones de los Pirineos, en los conocidos como Prepirineos. Se encuentra situada unos 25 km al noreste de la ciudad de Huesca (Aragón, España), extendiéndose de este a oeste entre los ríos Guatizalema y Alcanadre, en las comarcas de Alto Gállego, Hoya de Huesca y Sobrarbe. Su punto más elevado lo constituye el Tozal de Guara o Pico de Guara (2.077 m).
En su parte oriental se encuentra el parque natural de la Sierra y Cañones de Guara. También le da nombre a un instituto de Huesca: el IES Sierra de Guara.

## Geología

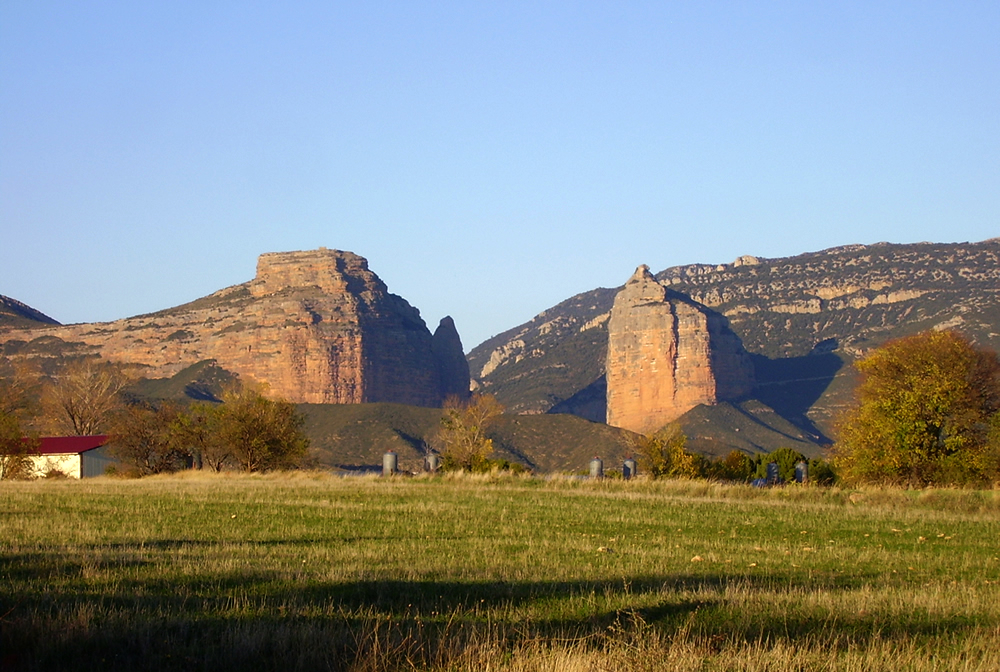
Mallos del Salto de Roldán, joyas geológicas de la sierra de Guara.

El macizo está formado principalmente por piedra caliza del Paleógeno y, en su borde sur, por un estrato superior basto de gres o piedra arenisca del Mioceno y que tiene naturaleza mayoritariamente de conglomerado.
Debido a su escarpada geografía, se trata de una sierra idónea para la práctica del barranquismo en sus numerosas gargantas. También se practican la escalada de rocas, la espeleología y el senderismo.
Son famosas unas formaciones geológicas conocidas como «mallo», que son rocas elevadas como muros verticales de forma abrupta. Están presentes en varios puntos de la sierra de Guara, como en el Salto de Roldán.

## Geografía
Varios ríos fluyen de norte a sur a través del área. Los principales nacen al norte del macizo y pasan a través del mismo gracias a espectaculares cañones que ha creado la erosión con el tiempo, como por ejemplo el del río Alcanadre, el río Guatizalema y el río Vero. Todos esos ríos son afluentes directos o subafluentes del Cinca, que a su vez desemboca en el Ebro. 
El área está dispersamente poblada, habiendo una cierta cantidad de pueblos abandonados en el interior. Los pueblos de Alquézar y Rodellar de Bierge han resurgido en los últimos años gracias al turismo rural. En el noreste, fuera del parque natural, está la ciudad histórica de Aínsa, y al sur se encuentra Barbastro.

### Vegetación

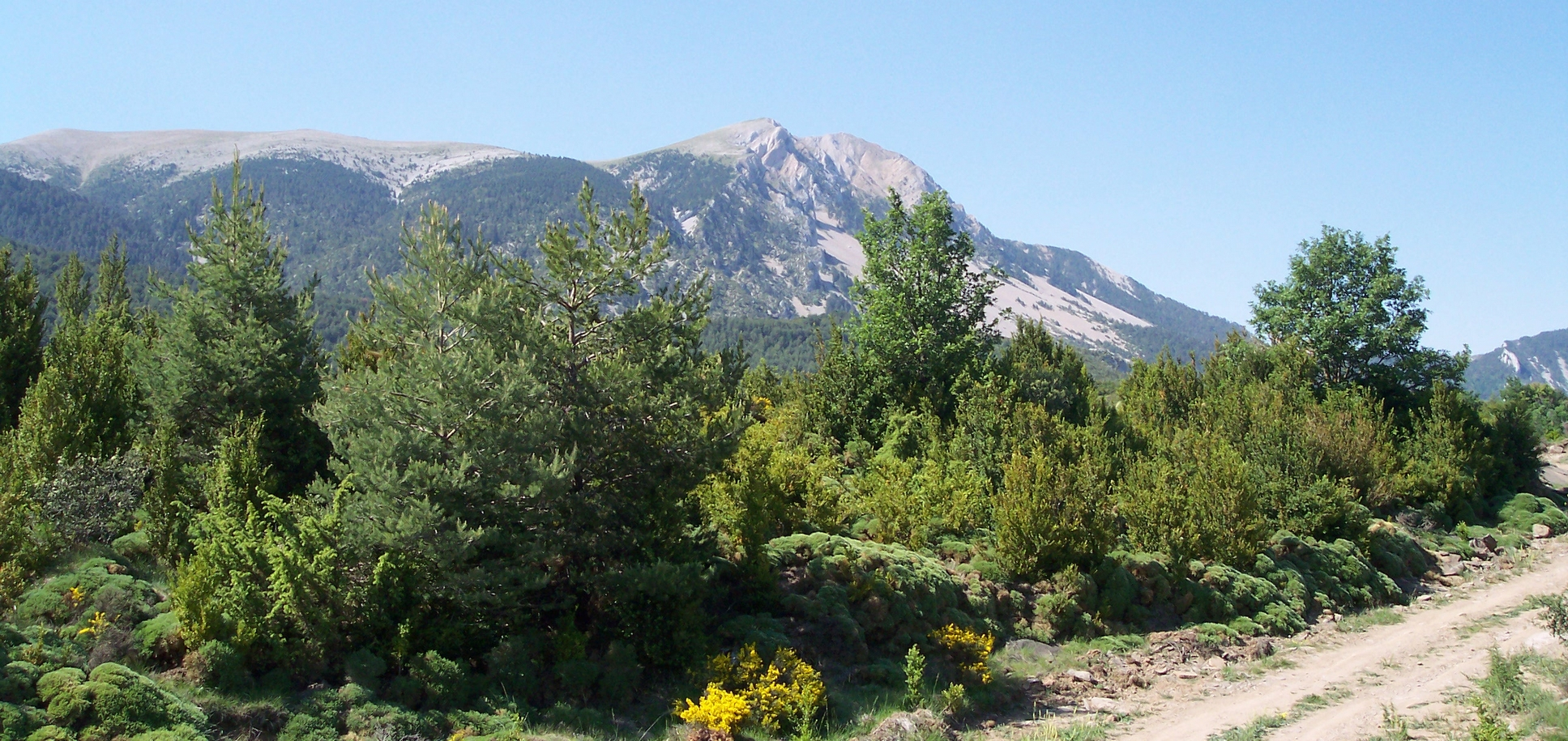
Vegetación en la cara norte de la sierra.

La sierra de Guara, por su acusado desnivel y la sinuosidad del relieve, junto con la orientación noroeste-sudeste, proporciona una gran variedad ecológica.
Una de las características más notables de la vegetación es el contraste entre las vertientes norte y sur. En la vertiente norte el paisaje es más similar a los Pirineos propiamente dichos: el quejigar ocupa grandes extensiones, siguiéndolo en altura los pinares de pino silvestre y bosquetes de hayas. A mayor altura encontramos al pino negro, acompañado por algunos pies de abetos. En la vertiente sur, se desarrolla el bosque mediterráneo por excelencia, el encinar, el predominante, junto al pino silvestre a mayor altitud. En toda la sierra, el matorral es una de las formaciones vegetales más importantes, sobre todo de boj, erizón y, en menor medida, coscoja. Este matorral ha sido favorecido por los aprovechamientos tradicionales.
En las cumbres de la sierra, la vegetación característica la conforman especies herbáceas, allí donde los canchales permiten su asentamiento, apareciendo flores de singular belleza como las verónicas o aquilegias.
También existen otro tipo de plantas endémicas de la sierra, como las rupícolas.

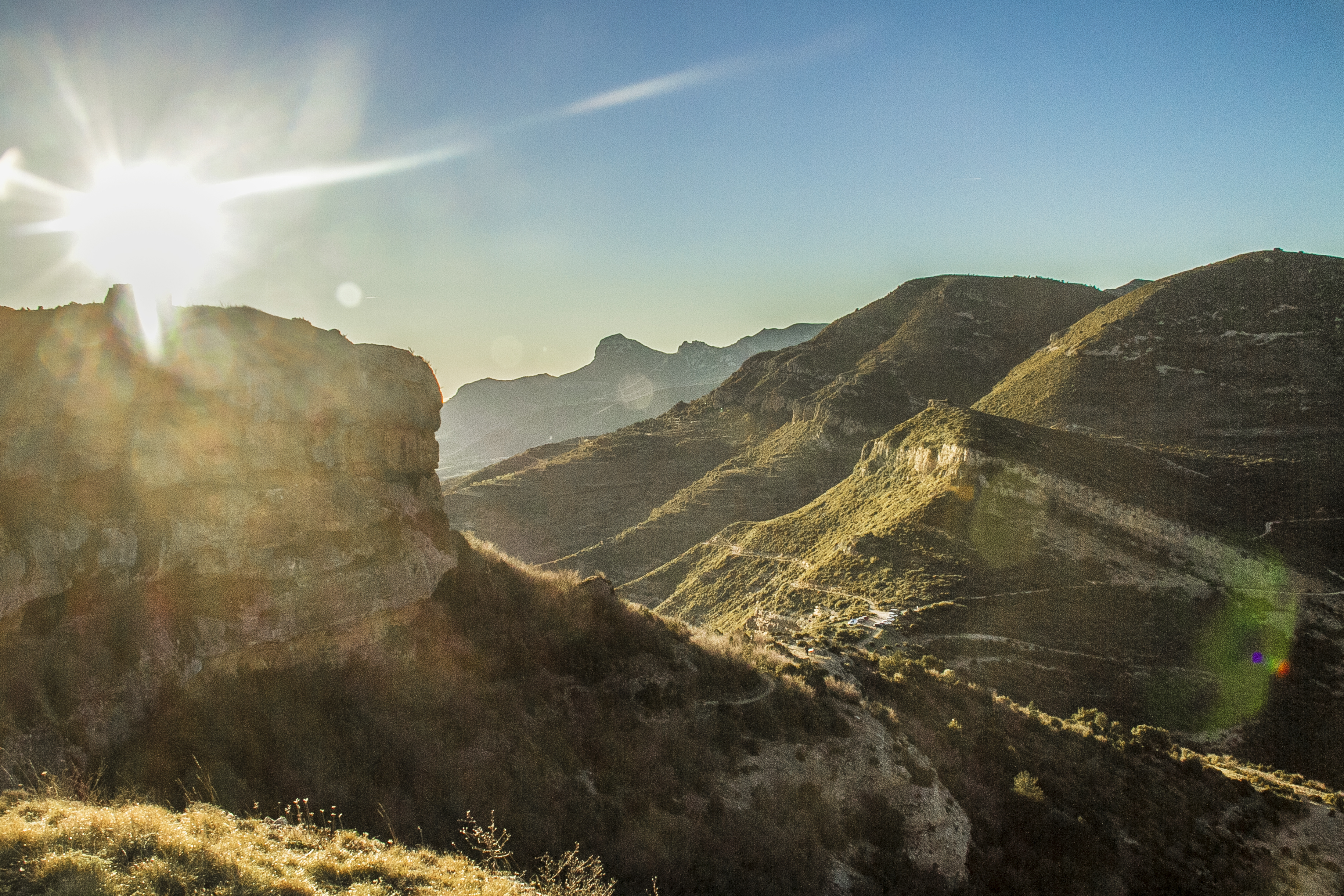
Atardecer en la Sierra de Guara desde el Salto del Roldán.